# Gevleugelde insecten
Gevleugelde insecten (Pterygota) zijn een grote onderklasse van de insecten (Insecta). Gevleugelde insecten hebben over het algemeen één of twee paar vleugels waarmee ze zich door het luchtruim kunnen voortbewegen. Gevleugeld wil echter niet zeggen dat alle soorten ook vliegen: een groot aantal heeft de vleugels of de functie ervan in de loop der evolutie weer verloren. 
Tot de Pterygota behoren veruit de meeste insectensoorten. Er zijn ruwweg een miljoen soorten gevleugelde insecten beschreven. Bekende groepen zijn onder meer vliegen en muggen, krekels en sprinkhanen, vliesvleugeligen, halfvleugeligen, libellen, vlinders en kevers. De kleinere zustergroep, Apterygota, bevat de insecten die gedurende hun evolutie ongevleugeld zijn gebleven.
De Pterygota is in te delen in twee hoofdorden die zich van elkaar onderscheiden door hun ontwikkeling: de Exopterygota (19 orden) en de Endopterygota (11 orden). Bij de eerste groep ontwikkelen de vleugels zich geleidelijk uitwendig via een reeks nymfale stadia. Bij de tweede groep ontwikkelen de vleugels zich intern gedurende het popstadium, er is in het larvestadium uiterlijk niets van te zien.

## Kenmerken
Alle gevleugelde ongewervelde dieren behoren tot deze onderklasse. De meeste groepen hebben elf abdominale segmenten. De kop bevat twee antennen en samengestelde ogen (facetogen). Ademhaling verloopt door middel van het tracheeënstelsel dat zich inwendig in het achterlijf bevindt. Sommige soorten die in het water leven hebben gespecialiseerde uitwendige kieuwen om zuurstof te verwerven.
Het belangrijkste kenmerk van de Pterygota is het twee paar vleugels. Er zijn verschillende groepen bekend waarbij de vleugels tijdens de evolutionaire geschiedenis zijn gemodificeerd of verdwenen. Bij de Tweevleugeligen (zoals vliegen en muggen) is het achterste vleugelpaar bijvoorbeeld veranderd in halters: knotsvormige orgaantjes die een rol spelen bij evenwicht. Bij de kevers is juist het voorste vleugelpaar gemodificeerd tot harde schilden. Enkele groepen hebben hun vleugels geheel verloren, zoals de vlooien.

## Indeling van de orden
- Exopterygota (Hemimetabola)
  - Ephemeroptera - Haften
  - Plecoptera - Steenvliegen
  - Odonata - Libellen
  - Embioptera - Webspinners
  - Grylloblattodea
  - Orthoptera - Sprinkhanen en krekels
  - Phasmida - Wandelende takken en verwanten
  - Dermaptera - Oorwormen
  - Diploglossata
  - Mantodea - Bidsprinkhanen
  - Blattaria - Kakkerlakken
  - Isoptera - Termieten
  - Zoraptera - Engelinsecten
  - Psocoptera - Stofluizen
  - Mallophaga - Bijtende luizen
  - Siphunculata - Stekende luizen
  - Thysanoptera - Thripsen
  - Heteroptera - Wantsen
  - Homoptera - Plantenluizen en Cicaden
- Endopterygota (Holometabola)
  - Megaloptera - Grootvleugeligen
  - Raphidioptera - Kameelhalsvliegen
  - Neuroptera - Netvleugeligen
  - Mecoptera - Schorpioenvliegachtigen
  - Trichoptera - Schietmotten
  - Lepidoptera - Schubvleugeligen (Vlinders)
  - Diptera - Tweevleugeligen
  - Aphaniptera - Vlooien
  - Coleoptera - Kevers
  - Strepsiptera - Waaiervleugeligen
  - Hymenoptera - Vliesvleugeligen